# Государственный министр Нагорно-Карабахской Республики
Государственный министр Нагорно-Карабахской Республики (арм. Արցախի Հանրապետության Պետական նախարար) — политическая должность в непризнанной Нагорно-Карабахской Республике. Должность госминистра была введена после внесения поправок в конституцию, принятых на конституционном референдуме 2017 года, а также в связи с упразднением должности премьер-министра НКР.
Госминистр координировал работу правительства НКР. Данная должность не совпадала по статусу и функциям с должность премьер-министра НКР, которая существовала до 2017 года. В перечень функций госминистра входили 113 административно-организационных задач. Назначить на должность государственного министра мог исключительно президент НКР. Госминистр по распоряжению президента проводил заседания правительства и координировал деятельность министров, назначенных президентом.
18 декабря 2020 года полномочия госминистра были возложены на министра финансов НКР. В феврале 2023 года советник президента НКР Давид Бабаян предложил забрать у госминистра функции контроля над министром иностранных дел и передать их непосредственно президенту НКР.
18 сентября 2023 года указом президента НКР Самвела Шахраманяна «О координации деятельности министров госминистром Республики Арцах» были внесены поправки, по которым на госминистра была возложена координация деятельности восьми различных министров.
После боевых действий, начатых Азербайджаном в сентябре 2023 года, власти НКР приняли решение о прекращении существования непризнанной республики с 1 января 2024 года. Последним госминистром перед роспуском являлся Артур Арутюнян.

## Список государственных министров
| № | Фото | Госминистр                      | Срок                | Срок              | Срок             | Политическая партия | Президент         |
| № | Фото | Госминистр                      | Вступил в должность | Покинул должность | Дней в должности | Политическая партия | Президент         |
| - | ---- | ------------------------------- | ------------------- | ----------------- | ---------------- | ------------------- | ----------------- |
| 1 |      | Араик Арутюнян (род. 1973)      | 25 сентября 2017    | 6 июня 2018       | 254 дня          | Свободная Родина    | Бако Саакян       |
| 2 |      | Григорий Мартиросян (род. 1978) | 6 июня 2018         | 1 июня 2021       | 2 года, 360 дней | беспартийный        | Бако Саакян       |
| 3 |      | Артак Бегларян (род. 1988)      | 3 июня 2021         | 3 ноября 2022     | 1 год, 153 дня   | беспартийный        | Араик Арутюнян    |
| 4 |      | Рубен Варданян (род. 1968)      | 4 ноября 2022       | 23 февраля 2023   | 111 дней         | беспартийный        | Араик Арутюнян    |
| 5 |      | Гурген Нерсисян (род. 1985)     | 24 февраля 2023     | 31 августа 2023   | 188 дней         | беспартийный        | Араик Арутюнян    |
| 6 |      | Самвел Шахраманян (род. 1978)   | 31 августа 2023     | 10 сентября 2023  | 10 дней          | беспартийный        | Давид Ишханян     |
| 7 |      | Артур Арутюнян (род. 1979)      | 18 сентября 2023    | 1 января 2024     | 105 дней         | Свободная Родина    | Самвел Шахраманян |